# Sidi Ahmed, Saïda
Sidi Ahmed là một đô thị thuộc tỉnh Saïda, Algérie. Dân số thời điểm năm 2002 là 12.205 người.